# Ordem de Nossa Senhora do Monte Oliveto
A Ordem de Nossa Senhora do Monte Oliveto (Latim: Ordo Sanctae Mariae Montis Oliveti) é, na sua origem, uma ordem religiosa católica de orientação contemplativa, fundada no ano de 1313 como uma comunidade de frades eremitas por São Bernardo Tolomei na companhia de dois seus amigos oriundos de famílias nobres de Siena, Patrizio Patrizi e Ambrogio Piccolomini. Por vontade do Bispo de Arezzo, Guido Tarlati, esta ordem religiosa eremítica passou a cenobítica sob a Regra de São Bento. Foi reconhecida pela Igreja Católica e aprovada pelo Papa Clemente VI em 1344.
Desde 1960, a ordem religiosa, em união com a Confederação Beneditina da Ordem de São Bento adoptou a configuração de uma congregação religiosa e passou a denominar-se Congregação Beneditina de Santa Maria do Monte Oliveto (Latim: Congregatio Sanctae Mariae Montis Oliveti) ou Congregação Olivetana, a cujos monges é dado o nome de Beneditinos Olivetanos ou, simplesmente, Olivetanos, e cuja sigla é O.S.B.Oliv.
A congregação caracteriza-se pela limitação temporal na função do respectivo abade (pois os abades beneditinos eram eleitos para a vida toda) e pela facilidade com o que os monges podem transferir-se de um mosteiro para outro (os monges beneditinos eram obrigados por um voto de estabilidade a residir para sempre no mosteiro onde haviam professado os seus votos religiosos). Desta congregação religiosa já saíram treze bispos e um cardeal da Igreja Católica.

## As origens da Ordem religiosa

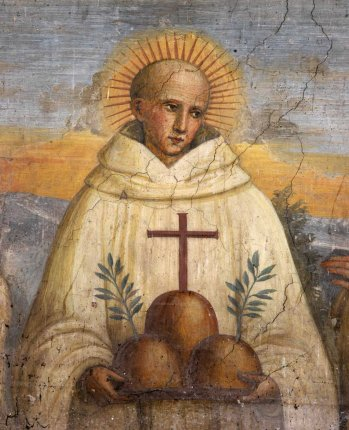
São Bernardo Tolomei

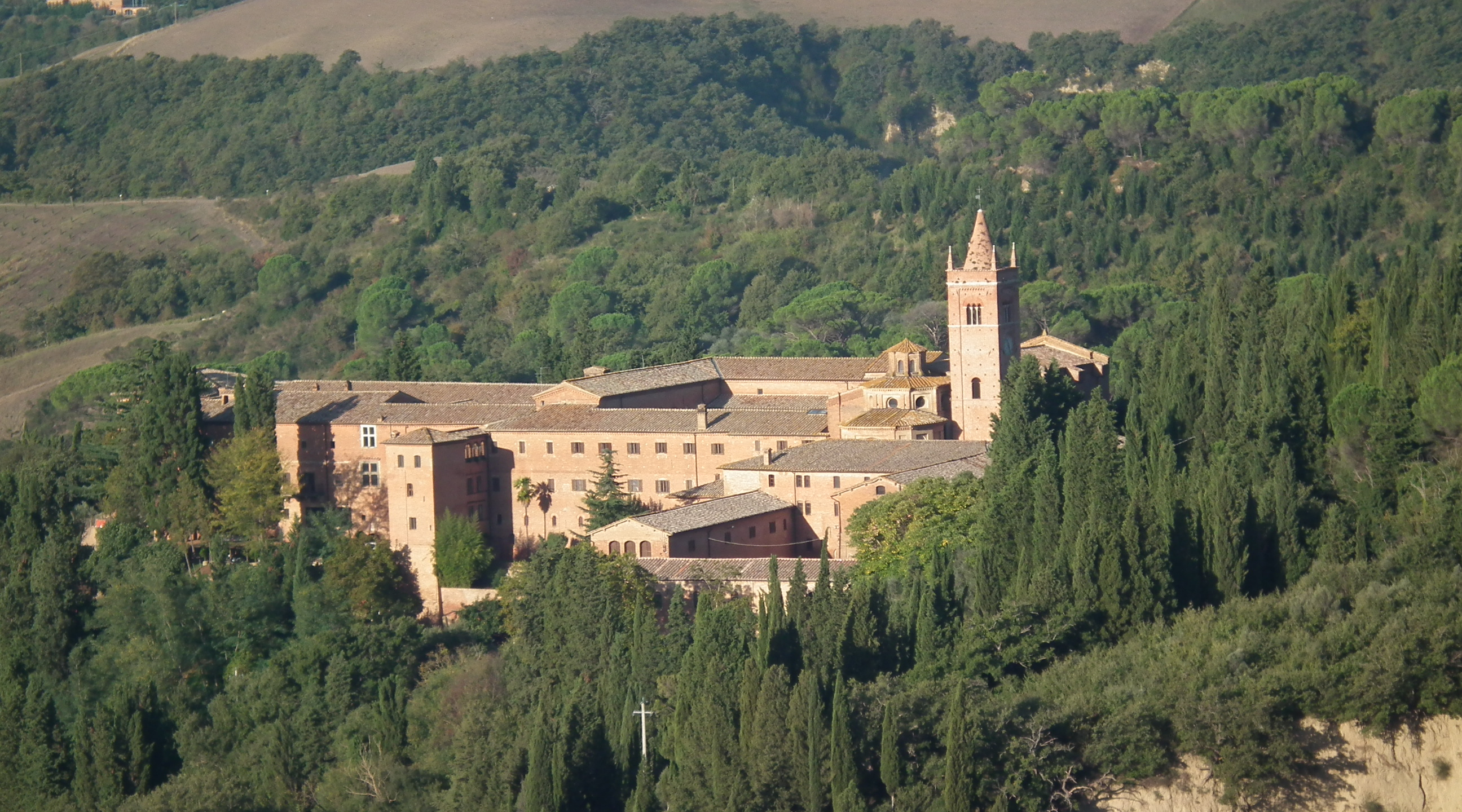
A Abadia de Monte Oliveto Maggiore.

A congregação foi fundada por São Bernardo Tolomei (1272-1348). O fundador vinha de uma nobre família de Siena (Itália) e foi educado pelos dominicanos do convento de Camporegio e depois se formou em Direito. 
Depois que se curou de temporária cegueira, abandonou a vida mundana e se retirou junto com os amigos Patrizio Patrizi e Ambrogio Piccolomini no deserto de Accona, no ano de 1313, onde conduziu uma vida de penitência e eremítica. Adotou o nome de Bernardo, em homenagem ao santo abade de Claraval. 
Junto de Bernardo logo se reuniu uma comunidade: segundo tradição hagiográfica, Bernardo teve a visão de uma multidão de monges de hábitos brancos que subiam uma escada de prata em cujo topo estavam Jesus e Maria. Para evitar que o seu movimento se confundisse com grupos heréticos, Bernardo se dirigiu ao papa João XXII, que na época residia em Avinhão, pedindo o reconhecimento pontifício da congregação. O papa confiou os monges a Guido Tarlati, bispo de Arezzo, que os fez adotar a regra de São Bento e em 26 de março de 1319 emitiu a carta de fundação do Mosteiro da Virgem do Monte Oliveto. Em 29 de março do mesmo ano, os membros da comunidade receberam o hábito religioso e emitiram a sua profissão nas mãos do delegado episcopal.

## A difusão do monasticismo olivetano
Para evitar que o governo da abadia caísse em mãos de pessoas estranhas à comunidade monástica, interessadas somente nos bens do mosteiro, a duração do ministério abacial foi limitada a um só ano (modelo inspirado na organização politica da República de Siena, onde as magistraturas eram anuais). O primeiro abade foi Patrizi, seguido por Piccolomini e depois por Simone de Tura. Bernardo Tolomei foi o quarto abade e, por uma exceção, manteve o abaciado por toda a vida.
No tempo de seu generalato, o monaquismo olivetano se consolidou e difundiu-se. Logo aconteceram outras fundações: São Bernardo em Siena (1322), São Bernardo em Arezzo (1333), São Bartolomeu em Florença (1334), Sant’Anna in Camprena em Pienza (1334), São Donato em Gubbio (1338), Santos Feliciano e Nicolau em Foligno (1339), Santa Maria in Domnica em Roma (1339-1340), Santo André em Volterra (1339), Santa Maria di Bartbiano em San Gimignano (1340).
A congregação foi aprovada pelo papa Clemente VI em 21 de março de 1344.

## Decadência e restauração da congregação
No período de máximo florescimento (1524) a Congregação Olivetana chegou a contar com cerca de 1190 monges, mas no século XVIII os mosteiros olivetanos foram suprimidos primeiro no Vêneto, depois na Lombardia e na Toscana. As secularizações da República Cisalpina de 1797 e de 1808 significaram a queda da congregação olivetana.
A sorte do monaquismo olivetano começou a mudar na segunda metade do século XIX, quando foram restauradas as comunidades de Santa Maria Nova em Roma, São Bento em Seregno, São Próspero em Camogli, Santos José e Bento em Settignano, São Miniato al Monte em Florença e outras.
Em 1960 a congregação aderiu à Confederação Beneditina.

## O governo da congregação
A congregação é dirigida por uma abade geral eleito com um mandato de seis anos pelo capítulo geral; no governo do instituto ele é auxiliado por quatro definidores. Também o mandato dos priores de cada um dos mosteiros é de seis anos, mas qualquer comunidade possui a faculdade de estabelecer mandatos de outra duração ou estabelecer mandato vitalício (neste caso, contudo, o prior deve renunciar quando completar 75 anos de idade).
O abade geral reside na abadia de Monte Oliveto Maggiore. No mosteiro de Santa Maria Nuova em Roma, reside o procurador geral da congregação.

## O hábito religioso olivetano

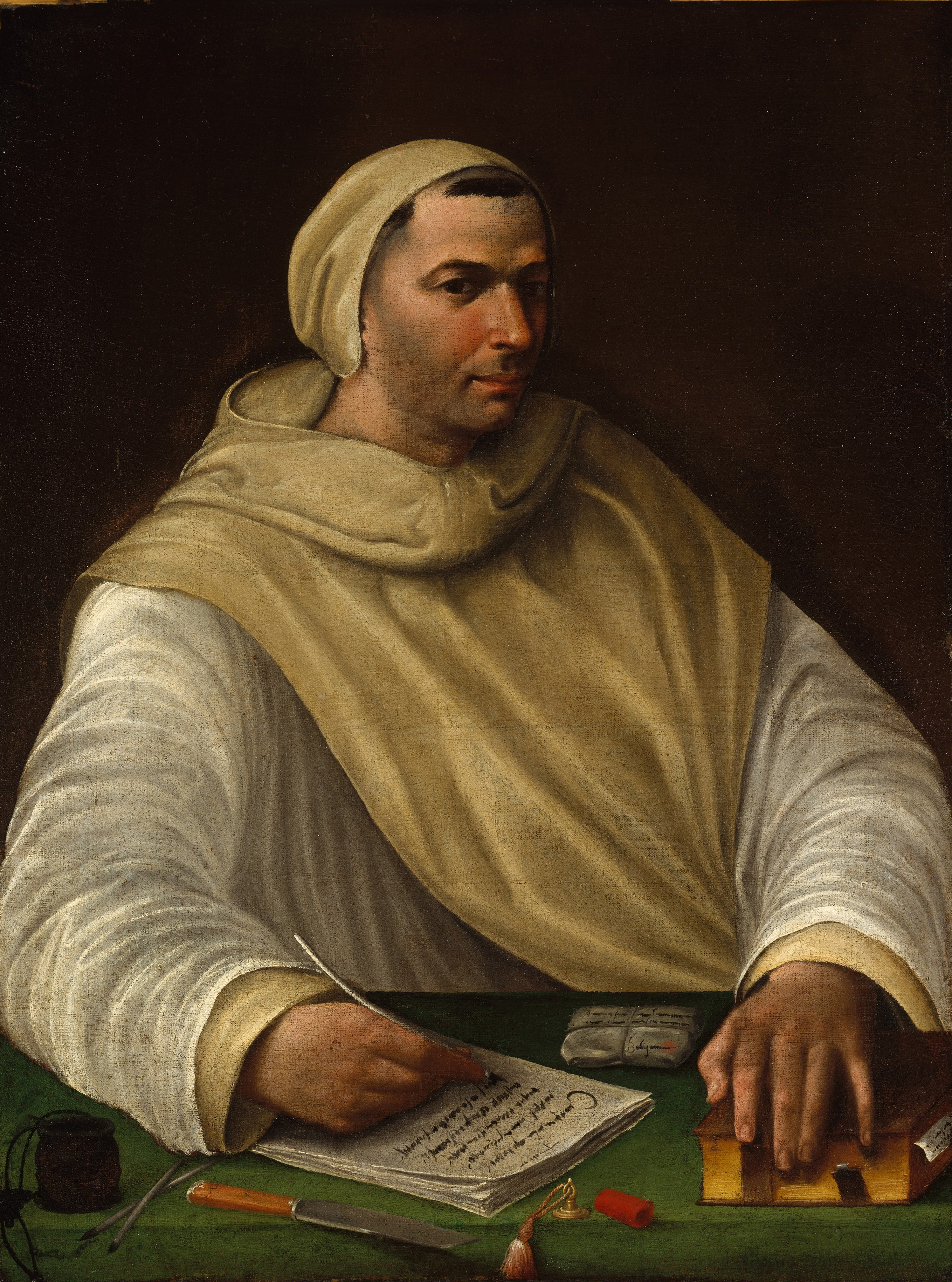
Pintura de um monge olivetano do século XVI

O hábito religioso dos olivetanos é constituído por uma túnica, escapulário com capuz, cinto e manto brancos, significando, desta forma, a sua devoção à Santíssima Virgem Maria.

## Monjas e Irmãs olivetanas
O ramo feminino dos olivetanos foi sempre menos numeroso do que o ramo masculino (no final de 2008 as religiosas eram 68 em 4 mosteiros). Em 1930 surgiu uma nova família monástica feminina, a das Olivetanas de Schotenhof (35 monjas em 5 casas em 2008).  Existem ainda algumas congregações de irmãs agregadas aos olivetanos, como as Oblatas de Santa Francisca Romana, as Irmãs Estabelecidas na Caridade e as Olivetanas de Jonesboro.

## Estatísticas
Hoje a Congregação dos Olivetanos possui mosteiros na Europa (França, Itália, Reino Unido), na Ásia (Israel, Coreia do Sul) e nas Américas (Brasil, Guatemala, Estados Unidos).
Ao fim de 2008 os olivetanos tinham 26 mosteiros com 258 monges, dos quais 155 sacerdotes.